# Dunas de Maspalomas
Dunas de Maspalomas – rezerwat przyrody na wyspie Gran Canaria na Wyspach Kanaryjskich, zlokalizowany na południowym krańcu wyspy, w gminie San Bartolomé de Tirajana. Jest to rezerwat częściowy (Reserva Natural Especial) co oznacza, że ekosystemy w nim występujące udostępniane mogą być do badań naukowych, działalności edukacyjnej, rekreacji i wyjątkowo także tradycyjnego użytkowania. 
Obszar po raz pierwszy został objęty tymczasową ochroną 25 czerwca 1982 na mocy dekretu królewskiego 1741/1982, a następnie w 1987 r. został włączony do sieci obszarów chronionych. Aktualny status rezerwatu częściowego zyskał na podstawie decyzji z 19 grudnia 1994. 
Obszar malowniczych wydm powstał na rozległej tarasie osadowej u wylotu wąwozów Fataga, Ayagaures i Chamoriscán. Stanowi siedlisko unikatowej fauny i flory. Z obszarem wydmowym związane są osobliwe bezkręgowce, w tym typowe dla Afryki. Na terenach podmokłych w lagunie Charca de Maspalomas bytują liczne gatunki ptaków. Dawniej miejsce to było istotną ostoją ptactwa, stanowiąc oazę bujnej roślinności, jednak współcześnie jest mocno zdegradowane. Cały obszar rezerwatu zagrożony jest bowiem intensywną presją turystyczną – otaczają go wielkie ośrodki turystyczne Maspalomas i Playa del Inglés. W celu zabezpieczenia obszaru przed zniszczeniem – udostępniony jest do zwiedzania tylko na wyznaczonych szlakach.
Z endemitów kanaryjskiej flory występuje tu daktylowiec kanaryjski, poza tym także: Neochamaelea pulverulenta, Plocama pendula i Volutaria canariensis. W obrębie osiągających 15 m wysokości wydm, mających fizjonomię pustyni, roślinność jest bardzo skąpa. Piaski stabilizowane są przez krzewy słonolubnego tamaryszku – Tamarix canariensis. W zagłębieniach między wydmami rośnie Cyperus laevigatus. W pobliżu plaż jednogatunkowe skupienia tworzy Traganum moquinii. Bardziej stabilne wydmy w północnej części obszaru porośnięte są ciernistymi zaroślami z Launaea arborecens oraz zbiorowiskami z Cyperus capitatus. W obszarze bytują endemiczne dla Gran Canarii jaszczurki – kanaryjka mniejsza (Gallotia stehlini) i Chalcides sexlineatus. Nad laguną występują m.in. czaple siwe i nadobne oraz warzęcha. Najbardziej rozpowszechnionym gatunkiem jest jednak kokoszka.

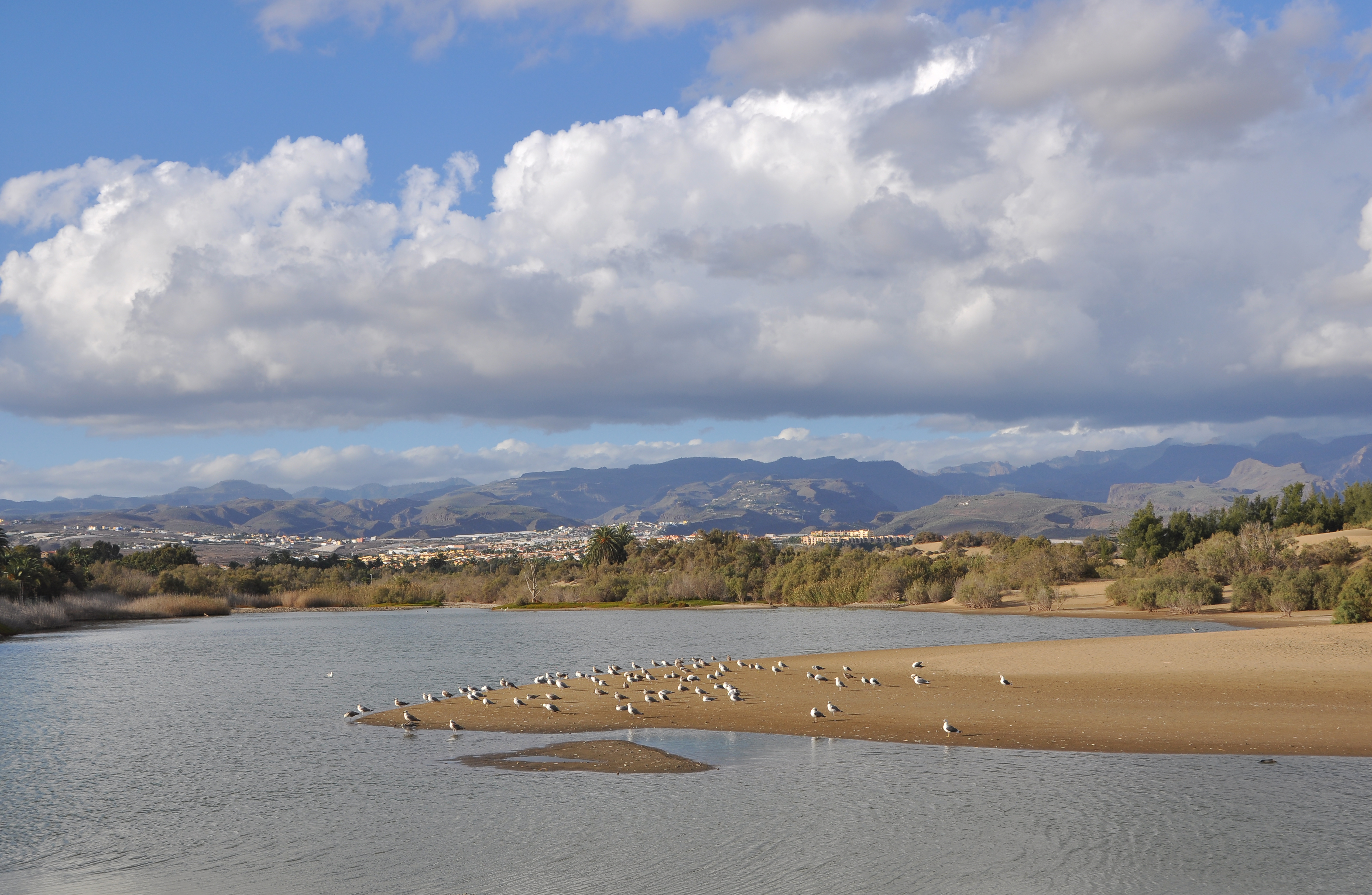
Laguna Charca de Maspalomas
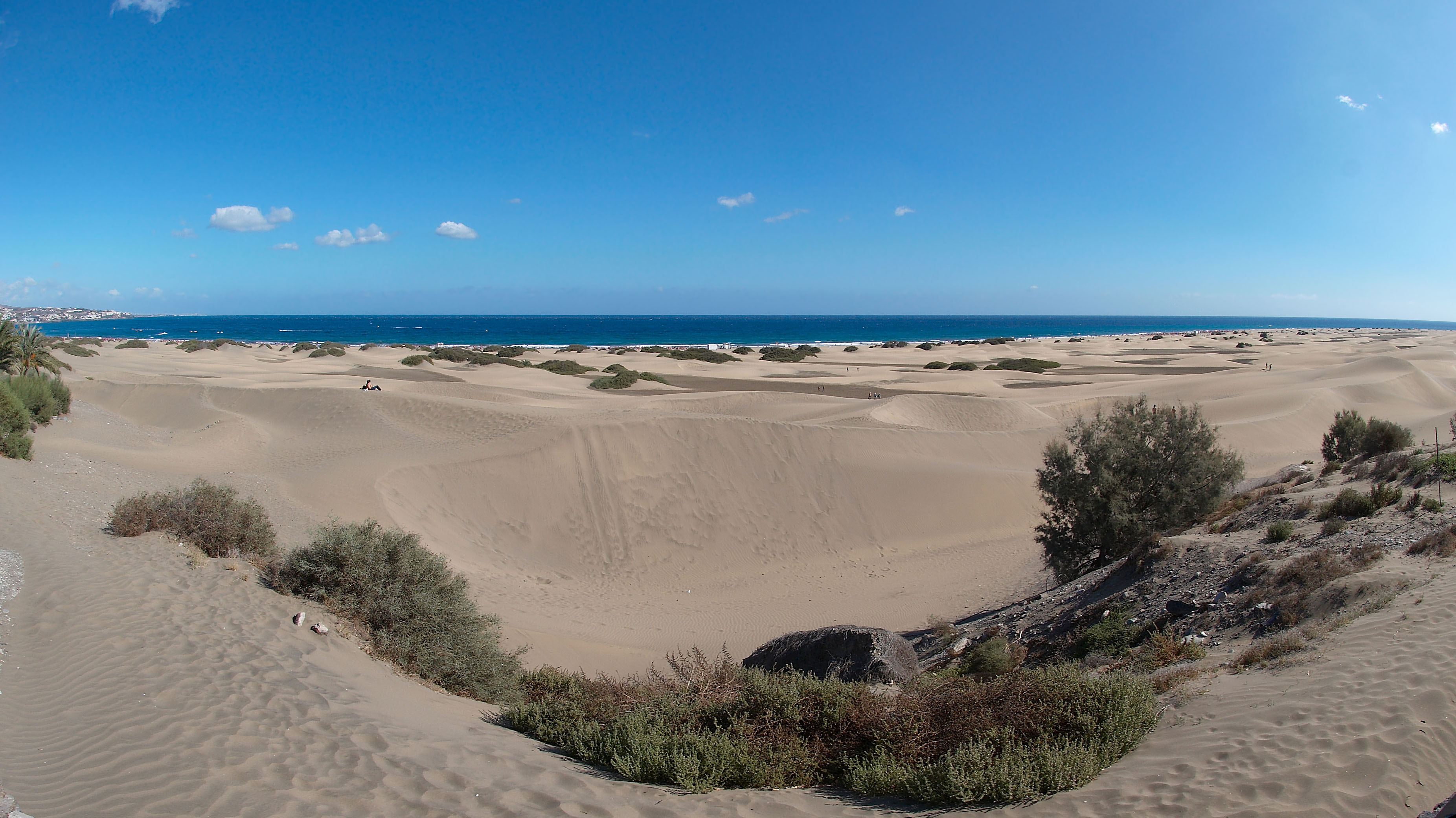
Skąpa roślinność na wydmach